# Peter Willcox
Peter Henry Willcox (6. března 1953) je americký námořník a aktivista organizace Greenpeace.

## Život
Byl kapitánem lodi Rainbow Warrior, kterou 10. července 1985 v novozélandském přístavu Auckland za pomoci výbušniny potopili agenti francouzské tajné služby, aby znemožnili Greenpeace připravované akce proti francouzským zkouškám jaderných zbraní na atolu Mururoa. V září 2013 byl kapitánem lodi Greenpeace Arctic Sunrise, kterou přepadlo a obsadilo speciální ruské ozbrojené komando po pokusu aktivistů o protest proti těžně ropy u těžební plošiny Prirazlomnaja firmy Gazprom v Pečorském moři. Dne 1. května 2014 se jako kapitán lodi Rainbow Warrior III pokusil spolu s lodí Esperanza zabránit ruskému ropnému tankeru Michail Uljanov, vezoucímu náklad ropy z těžební plošiny Prirazlomnaja, zakotvit v nizozemském přístavu Rotterdam. Po neúspěšných výzvách nizozemských úřadů o ukončení této činnosti byl Rainbow Warrior III odtáhnut do jiné části přístavu, Willcox zadržen policií a Michail Uljanovsk nakonec zakotvil.